# Membranipora varians
Membranipora varians är en mossdjursart som beskrevs av Charles Henry O'Donoghue 1923. Membranipora varians ingår i släktet Membranipora och familjen Membraniporidae. Inga underarter finns listade i Catalogue of Life.